# Monaco aux Jeux olympiques d'été de 1964
Cet article contient des informations sur la participation et les résultats de Monaco aux Jeux olympiques d'été de 1964, qui ont eu lieu à Tokyo au Japon.

## Résultats

### Haltérophilie
| Athlète        | Épreuve                           | Poids | Développé (kg) | Développé (kg) | Développé (kg) | Développé (kg) | Développé (kg) | Arraché (kg) | Arraché (kg) | Arraché (kg) | Arraché (kg) | Arraché (kg) | Épaulé-jeté (kg) | Épaulé-jeté (kg) | Épaulé-jeté (kg) | Épaulé-jeté (kg) | Épaulé-jeté (kg) | Total | Rang |
| Athlète        | Épreuve                           | Poids | 1              | 2              | 3              | Résultat       | Rang           | 1            | 2            | 3            | Résultat     | Rang         | 1                | 2                | 3                | Résultat         | Rang             | Total | Rang |
| -------------- | --------------------------------- | ----- | -------------- | -------------- | -------------- | -------------- | -------------- | ------------ | ------------ | ------------ | ------------ | ------------ | ---------------- | ---------------- | ---------------- | ---------------- | ---------------- | ----- | ---- |
| René Battaglia | Poids mi-lourd (moins de 82,5 kg) | 79,30 | 120            | 125            | 127,5          | 127,5          | 15e ex aequo   | 110          | 115          | 117,5        | 115          | 19e ex aequo | 155              | 160              | 165              | 165              | 11e ex aequo     | 407,5 | 16e  |